# Josep Traver

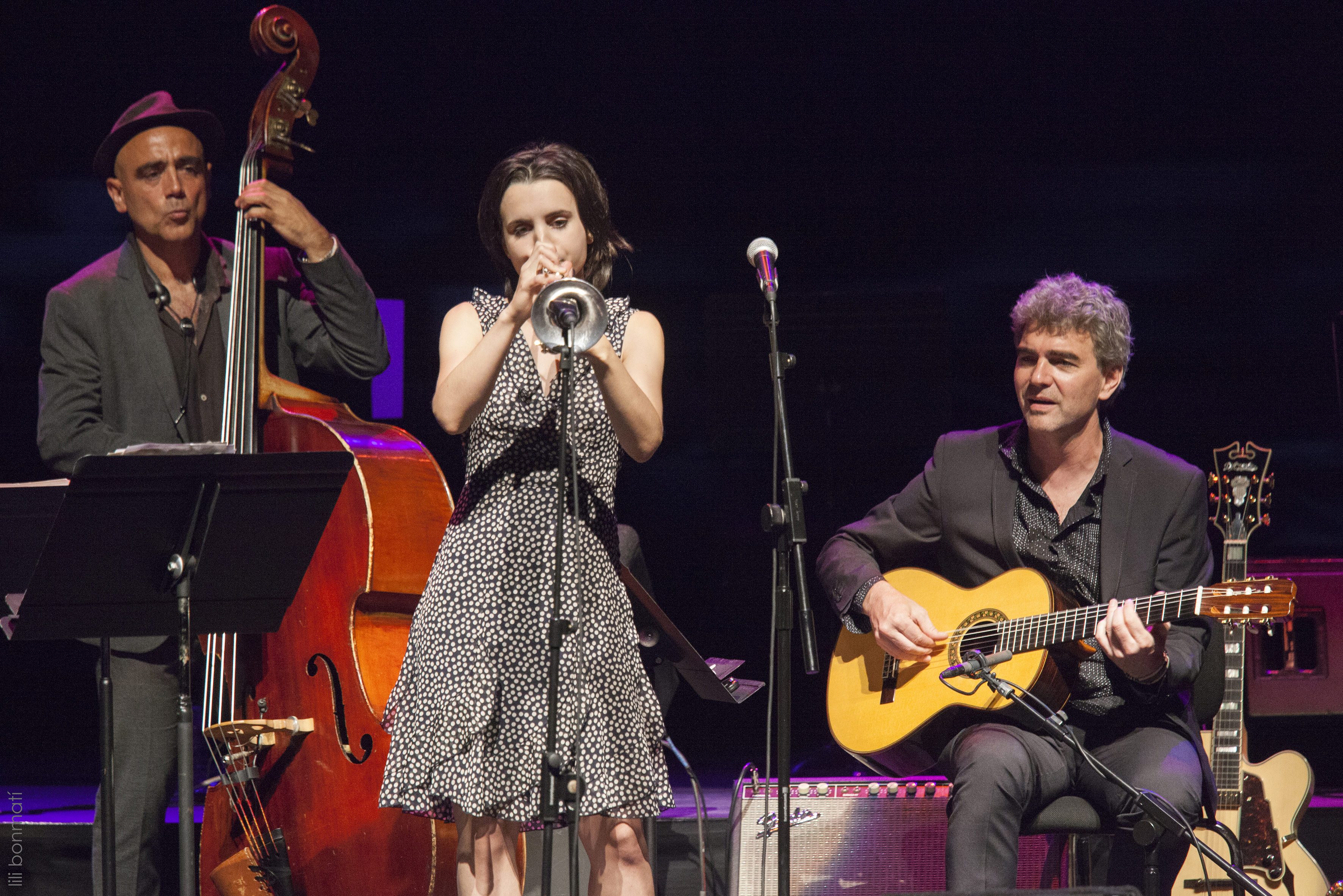
Josep Traver (rechts) mit (von links) Joan Chamorro und Andrea Motis (2018)

Josep Traver (* 13. Mai 1968 in Barcelona) ist ein spanischer Folk- und Jazzmusiker (Gitarre).

## Wirken
Traver, der bereits als kleines Kind Gitarre lernen wollte, erhielt mit sieben Jahren Unterricht an der Escola de Música de Badalona. Mit 18 Jahren begann er am Conservatori Professional de Badalona, wo er eine Ausbildung als Gitarrenlehrer absolvierte. Anschließend studierte er Jazz und moderne Musik an der Escuela Superior de Música de Cataluña und nahm an Masterclasses bei John Scofield, Jorge Rossy, Javier Juanco, Pere Soto und Dani Perez teil.
Seitdem ist Traver freischaffend als Gitarrist aktiv. Er war Mitglied der Weltmusik-Band Andana, mit denen das Album Tren Directe (2002) entstand. Pere Soto holte ihn in seine Gruppe Django’s Castle. Mit Tom Corbett veröffentlichte er 2009 das Duoalbum El Gegant del Pi beim Label Interfolk. In derselben Zeit begann er mit der Sant Andreu Jazz Band zu arbeiten; er ist auch auf ihren Aufnahmen dokumentiert und war mit ihnen international auf Tournee. Weiterhin gehörte er zu den Combos um Joan Chamorro, in denen er auch mit Andrea Motis tourte und Platten vorlegte. Zudem entdeckte er Rita Payes. Mit Juli Aymi entstand 2017 das Album Wine Impressions. 2022 legte er mit der Sängerin und Bassistin Gemma Abrié das Duoalbum Brown Gal vor. Als Komponist schuf er eine Filmmusik für den Stummfilmklassiker Panzerkreuzer Potemkin, die live mit diesem aufgeführt wurde. Er ist auch auf Tonträgern mit Django's Castle, Lídia Pujol, Pere Soto und auf dem Album Tribute to Stéphane Grappelli von Èlia Bastida zu hören.
Weiterhin war Traver seit 1991 als Gitarrenlehrer an der Escola Musica de Badalona tätig und hat das Buch La guitarra acústica bluegrass beim Verlag Dinsic veröffentlicht.